# Œuf de coq
 L'Œuf de Coq (également appelé Oeuf de Chantecler) a été fabriqué par Pierre-Karl Fabergé dans son ensemble d'œufs impériaux Fabergé. L'œuf a été donné en 1900 par le tsar Nicolas II en cadeau à l'impératrice Maria Feodoronova. L'œuf a un mécanisme en haut à l'arrière qui permet à son oiseau de sortir et de se déplacer,.
L'œuf fait partie de la collection du milliardaire Viktor Vekselberg, et se trouve au musée Fabergé de Saint-Pétersbourg, en Russie.